# Даульбаева, Болсынай
Болсынай Даульбаева (каз. Болсынай Дауылбаева, 1909 год, село Кызылкум — 1984 год) — старший чабан совхоза «Чим-Курган» Южно-Казахстанской области Казахской ССР. Герой Социалистического Труда (1958). Депутат Верховного Совета Казахской ССР.

## Биография
Происходит из рода кулшыгаш племени конырат. Родилась в 1909 году в крестьянской семье в селе Кызылкум. С 1928 года трудилась чабаном, старшим чабаном в совхозе «Чим-Курган» Южно-Казахстанской области. Занималась разведением овец каракульской породы. В 1942 году приняла отару своего мужа, который ушёл на фронт.
Указом Президиума Верховного Совета СССР от 29 марта 1958 года за выдающиеся успехи, достигнутые в деле развития овцеводства, увеличения производства и сдачи государству мяса, шерсти и шкурок каракуля в 1957 году, и широкое применение в практике своей работы достижений науки и передового опыта удостоена звания Героя Социалистического Труда с вручением ордена Ленина и золотой медали «Серп и Молот».
С 1961 по 1964 год — заведующая овцеводческой фермой совхоза «Чим-Курнан».
Дважды избиралась депутатом Верховного Совета Казахской ССР.
В 1965 году вышла на пенсию. Скончалась в 1984 году.
Память
Казахстанский писатель Ф. Чирва написал о ней документальную повесть «Время рассудит».

## Награды
- Герой Социалистического Труда — указом Президиума Верховного Совета СССР от 29 марта 1958 года
- Орден Ленина